# Aeroppia vacua
Aeroppia vacua är en kvalsterart som först beskrevs av Berlese 1888.  Aeroppia vacua ingår i släktet Aeroppia och familjen Oppiidae. Inga underarter finns listade i Catalogue of Life.